# ويليام روبرتس
ويليام روبرتس (بالإنجليزية: William Roberts)‏ (1 يناير 1907 ببرمنغهام في المملكة المتحدة - ) هو لاعب كرة قدم بريطاني في مركز الدفاع. لعب مع كارديف سيتي وFlint Town United F.C. ‏.

## وصلات خارجية
- ويليام روبرتس على موقع قاعدة بيانات كرة القدم.إي يو (الإنجليزية)